# Myrcia chapadensis
Myrcia chapadensis là một loài thực vật có hoa trong Họ Đào kim nương. Loài này được S.Moore mô tả khoa học đầu tiên năm 1895.